# マーカス・クリード
マーカス・クリード（Marcus Creed, 1951年4月19日 - ）は、イギリスの指揮者。イングランド南部イースト・サセックスのイーストボーン出身。1998年から、ケルン音楽舞踊大学の合唱指揮の教授を務めている。

## 人物
ケンブリッジ大学キングス・カレッジ、オックスフォード大学クライスト・チャーチ、ロンドンのギルドホール音楽演劇学校で教育を受けた。
1976年にドイツに渡り、ベルリン・ドイツ・オペラでコーチとコーラスマスターを務めた。1987年から2001年までRIAS室内合唱団の芸術監督を務めた ほか、ピアニストおよび指揮者としてベルリン・フィルハーモニー・シャルーン・アンサンブルとの共演や、シュターツカペレ・ベルリンやベルリン・ドイツ交響楽団、ベルリン古楽アカデミーを指揮した。2003年、南西ドイツ放送ヴォーカル・アンサンブルの芸術監督に任命された。2014年、デンマーク国立声楽アンサンブルの主任指揮者に任命され、ディアパソン・ドールを受賞した。